# Axel Schuster
Axel Schuster (ur. 11 lutego 1976 w Berlinie) – niemiecki wioślarz.

## Osiągnięcia
- Mistrzostwa Świata – Aiguebelette 1997 – ósemka wagi lekkiej – 5. miejsce[1].
- Mistrzostwa Świata – Kolonia 1998 – dwójka bez sternika wagi lekkiej – 6. miejsce[1].
- Mistrzostwa Świata – Lucerna 2001 – dwójka bez sternika wagi lekkiej – 7. miejsce[1].
- Mistrzostwa Świata – Sewilla 2002 – czwórka bez sternika wagi lekkiej – 5. miejsce[1].
- Mistrzostwa Świata – Mediolan 2003 – czwórka bez sternika wagi lekkiej – 4. miejsce[1].
- Igrzyska Olimpijskie – Ateny 2004 – czwórka bez sternika wagi lekkiej – 11. miejsce[1].
- Mistrzostwa Świata – Gifu 2005 – czwórka bez sternika wagi lekkiej – 5. miejsce[1].
- Mistrzostwa Świata – Eton 2006 – czwórka bez sternika wagi lekkiej – 7. miejsce[1].
- Mistrzostwa Świata – Monachium 2007 – czwórka bez sternika wagi lekkiej – brak[1][2].
- Mistrzostwa Świata – Linz 2008 – ósemka wagi lekkiej – 2. miejsce[1].